# Tadeusz Chmielewski

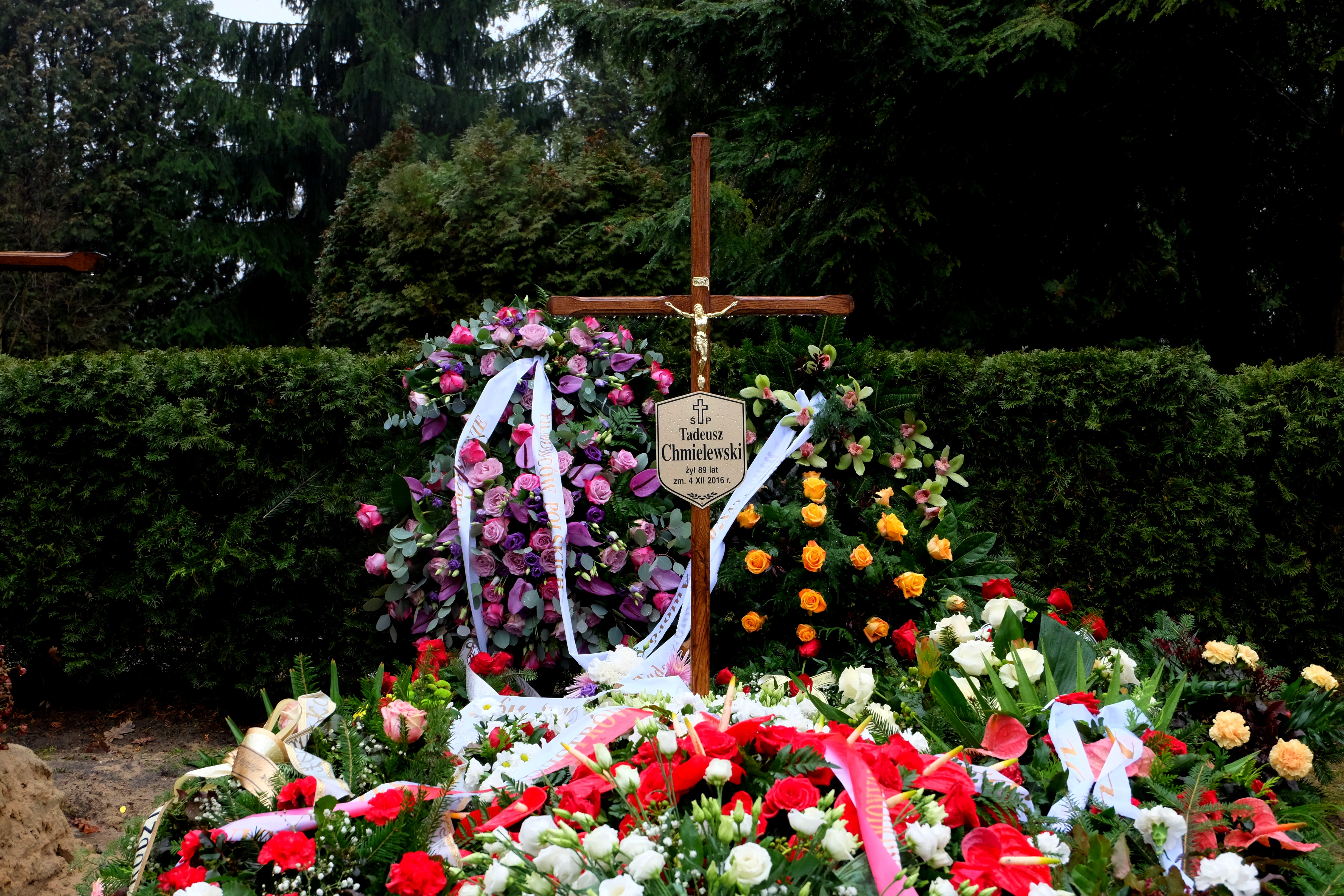
Image de la tombe de Tadeusz Chemielewski

Tadeusz Chemielewski, né le 7 juin 1927 à Tomaszów Mazowiecki (voïvodie de Łódź) et mort le 4 décembre 2016 à Varsovie (voïvodie de Mazovie), est un réalisateur, scénariste et producteur de films polonais,.

## Biographie
Lors de la Seconde Guerre mondiale Tadeusz Chemielewski rejoint l'Armia Krajowa. Il est diplômé de l'École nationale de cinéma de Łódź en 1954 et commence comme assistant réalisateur, entre autres pour le film Podhale w ogniu (1955) de Jan Batory. Son premier long métrage Ewa chce spać remporte la Coquille d'or au Festival de Saint-Sébastien 1958 et l'Astor d'or du meilleur film au Festival de Mar del Plata en 1959. Il accède à la renommée grâce à ses comédies à l'instar de Comment j'ai provoqué la Seconde Guerre mondiale (1970) considérée culte en Pologne. Membre de l'Association des cinéastes polonais, il en devient vice-président en 1983-1987. Depuis 1984, il est à la tête du Studio Filmowe Oko (pl). Son film Wierna rzeka adapté du roman Le Fleuve fidèle (1912) de Stefan Żeromski remporte le Lion d'argent de la réalisation au 12e Festival du film polonais de Gdynia (1987).
Citoyen d'honneur de la ville Tomaszów Mazowiecki depuis 2005, il reçoit la médaille d'argent Gloria Artis en 2010. En 2011, lors de la cérémonie des Orły il reçoit le trophée spécial pour sa contribution au cinéma national.
Mort le 4 décembre 2016, le cinéaste est enterré au cimetière militaire de Powązki.

## Filmographie partielle
- 1957 : Eva veut dormir (Ewa chce spać)
- 1970 : Comment j'ai provoqué la Seconde Guerre mondiale (Jak rozpętałem drugą wojnę światową)
- 1987 : Une autre île (Inna wyspa)